# Национальная библиотека Удмуртской Республики
Национальная библиотека Удмуртской Республики (удм. Удмурт Элькунысь йӧскалык лыдӟиськонни) — крупнейшая государственная библиотека Удмуртии, находится в центре Ижевска, на Советской улице.
Библиотека является научным, информационно-библиографическим и методическим центром для библиотек всех систем и ведомств республики. Основана в 1918 году.

## История
В январе 1918 года когда исполком Ижевского городского совета выдвинул предложение открыть в городе Центральную городскую библиотеку. 24 февраля 1918 года для организации библиотеки был избран библиотечный совет под председательством М. Ф. Шитова. Первый книжный фонд библиотеки был создан за счёт фондов библиотеки-читальни оружейного и сталеделательного заводов города, Нагорной и Заречной библиотек, а также библиотеки Офицерского собрания Ижевска. Библиотека была открыта для посещения 15 мая 1918 года.
Во время Гражданской войны библиотека серьёзно пострадала, был утрачен справочный отдел и отдел художественной литературы. 1 июля 1919 года после восстановления библиотека снова начала работать.
После образования Вотской автономной области 4 ноября 1920 года библиотека, сохраняя статус городской, стала также областной. В этот период библиотека располагалась в доме Н. И. Березина, который некогда владел оружейной фабрикой и чугунолитейным заводом. Библиотека начала расти, у неё увеличивался книжный фонд, росло число читателей. С преобразованием Удмуртской автономной области в Удмуртскую АССР библиотека стала называться республиканской. Она стала действовать как методический центр для библиотек Удмуртии. В начале 1930-х годов библиотека размещалась по адресу Советская улица, 32 в трёх комнатах, а в 1935 году переехала на улицу Горького, где находилась до 1957 года. В 1937 году библиотека стала именоваться в честь А. С. Пушкина.
Во время Великой Отечественной войны библиотека взяла на себя обслуживание мобилизационных пунктов и госпиталей. Часть книжного фонда библиотеки была предоставлена для 13 созданных передвижных библиотек в военных госпиталях, воинских подразделениях и на призывных пунктах. По окончании войны к 1950 году фонд библиотеки вырос настолько, что было принято построить для неё новое здание. Оно было возведено к 1957 году на Советской улице по проекту архитекторов А. Э. Лопатто и А. Г. Лысякова и было рассчитано на 500 тыс. экземпляров изданий. В 1957 году библиотеке было присвоено имя В. И. Ленина. Открытие нового здания состоялось 17 февраля 1958 года.
В том же 1958 году библиотека начала служить государственным регистратором всех печатных изданий, выпускаемых в Удмуртской Республике и стала центром научной библиографии. В 1963 году она стала называться научной, а с 1989 года получила статус национальной. С 1997 года библиотека является членом Российской библиотечной ассоциации. На 1 января 1958 года книжный фонд насчитывал 220 тыс. экземпляров.
В 1999 году коллективу библиотеки была присвоена Государственная премия Удмуртской Республики. В этом же году был начат проект по оцифровке редких и ценных изданий и документов.
В 2011 года эксплуатация здания Национальной библиотеки Удмуртской республики была запрещена по требованию прокуратуры УР в связи с нарушением требований пожарной безопасности. Верховный суд УР подтвердил обоснованность требований прокурора. Решение суда вступило в законную силу 8 июня 2011 года.
По состоянию на 2012 год, книжный фонд насчитывал около 1,5 млн экземпляров.
В 2019 году началась капитальная реконструкция здания библиотеки, на которую из федерального бюджета было выделено 482 млн рублей. Работы планировалось завершить к маю 2021 года, но открытие библиотеки для посетителей состоялось позднее, 16 сентября 2021 года. Площадь помещений библиотеки после реконструкции увеличилась вдвое.

## Деятельность
Национальная библиотека является методическим центром для муниципальных библиотек Удмуртии, является центром научных исследований по библиотековедению, библиографоведению и книговедению. На неё также возложены функции Книжной палаты. В 2010 году библиотека вошла в состав библиотечной ассамблеи Евразии. Она сотрудничает со многими общественными и политическими организациями, в том числе с Обществом М. А. Кастрена и финно-угорским обществом Финляндии, финно-угорским отделением Гёттингенского университета, Библиотекой Конгресса США, а также национальными библиотеками Эстонии, Венгрии, Финляндии, Белоруссии и др.
На базе библиотеки проводятся научно-практические конференции разного уровня: всероссийские конференции «Национальные библиотеки субъектов Российской Федерации: координация и взаимодействие» (2001), «Роль национальных библиотек в формировании патриотического самосознания общества» (2005); международная конференция «Кузебай Герд и современность» (2008).
Библиотечный фонд насчитывает 1,5 млн экз. документов, в том числе книги, рукописи, компакт-диски, грампластинки, периодические и электронные издания.

## Галерея
- Интерьеры библиотеки